# Репродуктивна права
Репродуктивна права су законска права и слободе у вези са репродукцијом и репродуктивним здрављем која се разликују у различитим земљама широм света. Светска здравствена организација дефинише репродуктивна права на следећи начин:

Репродуктивна права почивају на признавању основног права свих парова и појединаца да слободно и одговорно одлучују о броју, размаку и времену своје деце и да имају информације и средства за то, као и право на постизање највишег стандарда сексуалности. и репродуктивно здравље. Они такође укључују право свих да доносе одлуке у вези са репродукцијом без дискриминације, принуде и насиља.

Репродуктивна права могу укључивати неке или све од следећег: право на абортус; контрола рађања; слобода од принудне стерилизације и контрацепције; право на приступ квалитетној репродуктивној здравственој заштити; и право на образовање и приступ ради слободног и информисаног репродуктивног избора. Репродуктивна права могу такође укључивати право на образовање о сексуално преносивим инфекцијама и другим аспектима сексуалности, право на здравље менструације и заштиту од пракси као што је сакаћење женских гениталија.
Репродуктивна права су почела да се развијају као подскуп људских права на Међународној конференцији Уједињених нација о људским правима 1968. године. Настала необавезујућа Прокламација Техерана била је први међународни документ који је признао једно од ових права када је наведено да: „Родитељи имају основно људско право да слободно и одговорно одређују број и размак своје деце. Питања сексуалног, гинеколошког и менталног здравља жена нису била приоритет Уједињених нација све док их Декада жена (1975–1985) није довела у први план. Државе су, међутим, споре у инкорпорирању ових права у међународно правно обавезујуће инструменте. Дакле, док су нека од ових права већ призната у тврдом праву, односно у правно обавезујућим међународним инструментима о људским правима, друга су поменута само у необавезујућим препорукама и стога имају у најбољем случају статус меког права у међународном праву, док друга група тек треба да буде прихваћена од стране међународне заједнице и стога остаје на нивоу заступања.
Питања која се односе на репродуктивна права су нека од најжешће оспораваних питања права широм света, без обзира на социоекономски ниво становништва, религију или културу.
Питање репродуктивних права се често представља као од виталног значаја у дискусијама и чланцима организација које се тичу становништва као што је Population Matters.
Репродуктивна права су подскуп сексуалног и репродуктивног здравља и права.

## Историја

### Техеранска прокламација
Повеља Уједињених нација је 1945. године укључила обавезу „да се промовише … универзално поштовање и поштовање људских права и основних слобода за све без дискриминације по питању расе, пола, језика или вере“. Међутим, Повеља није дефинисала ова права. Три године касније, Уједињене Нације су усвојиле Универзалну декларацију о људским правима (UDHR), први међународни правни документ који описује људска права; ова декларација не помиње репродуктивна права. Репродуктивна права су почела да се појављују као подскуп људских права у Техеранској прокламацији из 1968. године, која каже: „Родитељи имају основно људско право да слободно и одговорно одређују број и размак своје деце“.
Ово право је потврдила Генерална скупштина Уједињенених Нација у Декларацији о друштвеном напретку и развоју из 1969. године у којој се наводи „Породица као основна јединица друштва и природно окружење за раст и добробит свих њених чланова, посебно деце и омладине, треба помоћи и заштитити тако да може у потпуности да преузме своје одговорности у заједници. Родитељи имају ексклузивно право да слободно и одговорно одређују број и размак своје деце.“ Међународна конференција Уједињенених Нација о години жена из 1975. године поновила је Техеранску прокламацију.

### Каирски програм акције
Двадесетогодишњи „Каирски програм акције“ усвојен је 1994. године на Међународној конференцији о становништву и развоју (МКСР) у Каиру. Необавезујући програм акције тврди да владе имају одговорност да задовоље репродуктивне потребе појединаца, а не демографске циљеве. Препоручио је да се услуге планирања породице пружају у контексту других услуга репродуктивног здравља, укључујући услуге здравог и безбедног порођаја, бриге о полно преносивим инфекцијама и негу након побачаја. Међународна конференција о становништву и развоју се такође бавила питањима као што су насиље над женама, сексуална трговина и здравље адолесцената. Каирски програм је први документ међународне политике који дефинише репродуктивно здравље, у којем се наводи:
Репродуктивно здравље је стање потпуног физичког, менталног и социјалног благостања, а не само одсуство болести или слабости, у свим питањима која се односе на репродуктивни систем и његове функције и процесе. Репродуктивно здравље стога подразумева да људи могу да имају задовољавајући и безбедан сексуални живот и да имају способност да се размножавају и слободу да одлуче да ли ће, када и колико често то чинити. Имплицитно у овом последњем услову су право мушкараца и жена да буду информисани [о] и да имају приступ сигурним, ефикасним, приступачним и прихватљивим методама планирања породице по свом избору, као и другим методама за регулисање плодности које нису против закона, и право на приступ одговарајућим здравственим услугама које ће омогућити женама да безбедно прођу кроз трудноћу и порођај и пружити паровима најбоље шансе да имају здраво дете [пар. 72].

За разлику од претходних конференција о становништву, у Каиру је био заступљен широк спектар интереса од локалног до владиног нивоа. Међународној конференцији о становништву и развоју присуствовало је 179 земаља, а учествовало је укупно једанаест хиљада представника влада, невладиних организација, међународних агенција и грађанских активиста. Конференција се није бавила далекосежним импликацијама епидемије ХИВ/АИДС. Препоруке Међународне конференције о становништву и развоју су, 1999. године, проширене тако да укључују посвећеност образовању о АИДС, истраживању и превенцији преноса са мајке на дете, као и развоју вакцина и микробицида.
Каирски програм акције усвојиле су 184 земље чланице Уједињених Нација. Без обзира на то, многе латиноамеричке и исламске државе ставиле су формалне резерве на програм, посебно на његов концепт репродуктивних права и сексуалне слободе, на третман абортуса и на његову потенцијалну некомпатибилност са исламским законом.

### Пекиншка платформа
Четврта светска конференција о женама у Пекингу 1995. године, у својој необавезујућој Декларацији и Платформи за акцију, 
подржала је дефиницију репродуктивног здравља из Каирског програма, али је успоставила шири контекст репродуктивних права.

Људска права жена укључују њихово право да имају контролу и слободно и одговорно одлучују о питањима која се односе на њихову сексуалност, укључујући сексуално и репродуктивно здравље, без принуде, дискриминације и насиља. Равноправни односи између жена и мушкараца у питањима сексуалних односа и репродукције, укључујући пуно поштовање интегритета личности, захтевају међусобно поштовање, пристанак и заједничку одговорност за сексуално понашање и његове последице [пар. 96].

Пекиншка платформа је разграничила дванаест међусобно повезаних критичних области људских права жена које захтевају заступање. Платформа је женска репродуктивна права уоквиривала као „недељива, универзална и неотуђива људска права“. Платформа за Четврту светску конференцију о женама која је одржана 1995. године укључивала је део који је осудио родно засновано насиље и укључивао присилну стерилизацију као кршење људских права. Међутим, међународна заједница у целини није потврдила да жене имају право на репродуктивну здравствену заштиту и у годинама које су уследиле од конференције 1995. године, земље су предложиле језик за слабљење репродуктивних и сексуалних права. Ова конференција по први пут помиње права урођеника и права жена у исто време, комбинујући их у једну категорију којој је потребна посебна заступљеност. Репродуктивна права су веома политизована, што отежава доношење закона.

## Забрана принудне стерилизације и принудног побачаја
Истанбулска конвенција, први правно обавезујући инструмент у Европи у области насиља над женама и насиља у породици,[32] забрањује присилну стерилизацију и присилни абортус:
Члан 39 — Принудни абортус и принудна стерилизација
Стране ће предузети неопходне законодавне или друге мере како би осигурале да се следећа намерна понашања инкриминишу:
а) извођење абортуса на жени без њеног претходног и информисаног пристанка;
б) обављање операције која има за циљ или ефекат укидања способности жене да се природно размножава без њеног претходног и информисаног пристанка или разумевања процедуре.